# سعد محسني
سعد محسني (23 أبريل 1966 - ) رجل أعمال أفغاني-أسترالي. وهو رئيس مجلس الإدارة والرئيس التنفيذي لمجموعة موبي، التي أنطلقت في أفغانستان عام 2002 وتنشط الآن في جنوب ووسط آسيا والشرق الأوسط. قبل إنشاء مجموعة موبي، كان يرأس قسم تمويل الأسهم والشركات في شركة مصرفية استثمارية أسترالية.
كان والده دبلوماسيا أفغانيا لجأ إلى بريطانيا بسبب الوضع الأمني المتدهور بعد الغزو السفياتي لأفغانستان وهو من شعب الهزارة.

## عالم الاعلام
عاد سعد محسني إلى بلاده بعد سقوط حكم طالبان وأسس قناة طلوع الناطقة بالدرية وبعدها قناة لمر باللغة بشتوية ثم راديو آرمان الناطقة باللغتين وتحصل على أرباح طائلة بسبب اموال الإعلانات للشركات ويملك أيضا شركة اعلام وبهذا كون إمبراطورية اعلامية جعلته الرقم الأول في بلاده وقد صنفته جريدة فوربس عدة مرات بين الشخصيات المئة الأكثر تأثيرا.

## وصلات خارجية
- سعد محسني على موقع IMDb (الإنجليزية)

- afghan-bios.info